# 3M-25A Meteorit-A
Il 3M-25A Meteorit-A (nome in codice NATO: AS-X-19 Koala), anche noto come Kh-80, è un missile da crociera supersonico di fabbricazione sovietica, sviluppato dall'OKB-52 sul finire degli anni settanta.
Progettato come variante aviolanciata del missile antinave Meteorit-M, non entrò mai in servizio, ed il programma fu cancellato alla fine degli anni ottanta.

## Storia

### Sviluppo
L'OKB-52 di Vladimir Nikolaevič Čelomej iniziò a lavorare ad una versione aviolanciata dell'SS-N-24 Meteorit nel gennaio 1979. Per effettuare le prove di volo del nuovo missile, presso lo stabilimento aereo di Taganrog fu appositamente allestita una versione modificata del Tupolev Tu-95, chiamata Tu-95MA, che avrebbe dovuto trasportare due missili in altrettanti piloni posti sotto le ali.
Complessivamente, furono effettuati 70 lanci: 50 da basi terrestri o sottomarini e 20 dal Tu-95MA.
Il primo lancio dall'aereo venne effettuato l'11 gennaio 1984, e si concluse in un insuccesso: infatti fu necessario procedere all'autodistruzione del missile. Il test successivo, il 24 maggio, ebbe lo stesso esito.
Successivamente, furono effettuati altri voli di prova, anche su lunghe distanze: il risultato fu essenzialmente la conferma della fattibilità tecnica di un sistema d'arma di questo tipo.

### Impiego operativo
Nonostante i buoni risultati ottenuti, il programma venne cancellato nei tardi anni ottanta. In quel periodo, infatti, si decise di utilizzare per i bombardieri strategici della VVS esclusivamente l'AS-15 Kent (Kh-55), realizzato dalla Raduga. questo era già stato immesso in servizio nel 1983.
Il missile, comunque, ricevette dall'intelligence occidentale la codifica NATO di AS-X-19 Koala. Il Meteorit era noto in Occidente anche con la designazione di BL-10, dal nome del poligono di Barnaul, dov'erano avvenuti i test.

## Descrizione tecnica
L'AS-19 era un missile da crociera con una velocità nell'ordine dei 3.000 km/h ed un'autonomia massima di circa 3/5.000 km. La lunghezza complessiva era di 12,8 m, l'apertura alare di 5,1 ed il diametro di 0,9. Il peso al lancio raggiungeva i 6.300 kg, con una tangenza massima operativa compresa tra i 22.000 ed i 24.000 m.
L'impianto propulsivo era costituito da un razzo a propellente solido per la fase di partenza ed uno statoreattore per quella di crociera.
Il carico bellico avrebbe dovuto essere costituito da due testate nucleari da 200 chilotoni l'una, per un peso complessivo di 1.000 kg. Queste potevano essere guidate in modo indipendente contro due distinti obiettivi ad un centinaio di chilometri di distanza.
Il sistema di guida era di tipo inerziale con correzioni radar.